# 奧克拉科克鎮區 (北卡羅萊納州海德縣)
奧克拉科克鎮區（英語：Ocracoke Township）是位於美國北卡羅萊納州海德縣的一個鎮區。

## 地方資料
奧克拉科克鎮區的面積為25.12平方千米，皆為陸地。根據2020年美國人口普查的數據，當地共有人口797人，而人口密度為每平方千米31.73人。